# Arrondissement de Ribérac

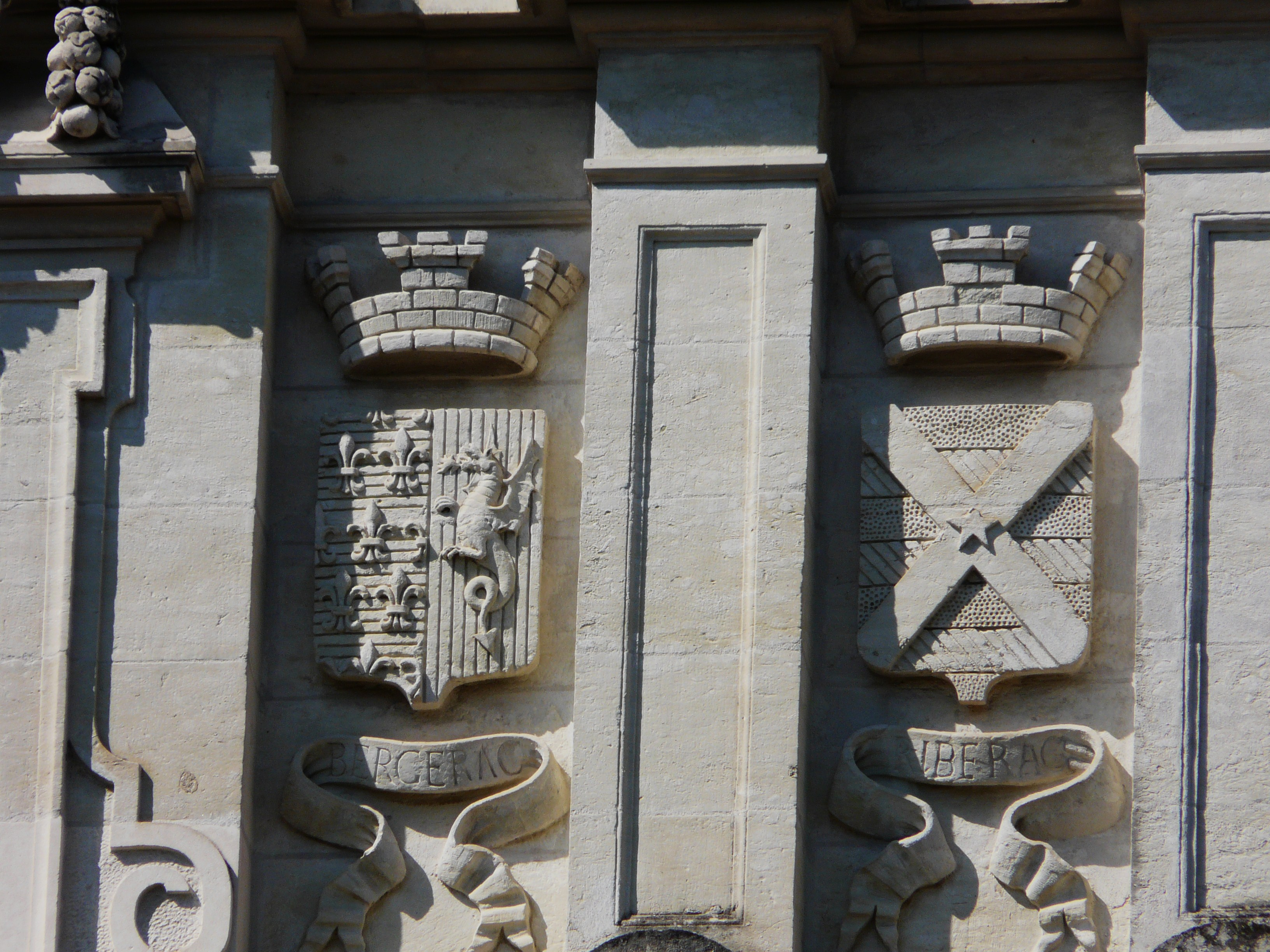
À Périgueux, sur la façade de la Préfecture de la Dordogne, blason de l'arrondissement de Ribérac (à droite).

L'arrondissement de Ribérac est un ancien arrondissement français du département de la Dordogne, de 1800 à 1926.

## Historique
L'arrondissement de Ribérac est l'un des cinq arrondissements de la Dordogne créés le 17 février 1800, en même temps que les autres arrondissements français. Supprimé le 10 septembre 1926, ses sept cantons furent ensuite rattachés à l'arrondissement de Périgueux.

## Composition
Il comprenait les cantons de Montpon-Ménestérol, Montagrier, Mussidan, Neuvic, Ribérac, Saint-Aulaye et Verteillac.

## Sous-préfets
| Période           | Période                            | Identité                                                | Fonction précédente                                        | Observation                                                                  |
| ----------------- | ---------------------------------- | ------------------------------------------------------- | ---------------------------------------------------------- | ---------------------------------------------------------------------------- |
| avril 1800        | octobre 1804                       | Jean Limousin (ou Limouzin)                             |                                                            | Premier sous-préfet de l'arrondissement                                      |
| octobre 1804      | juillet 1817 (démission)           | Pierre François Galaup                                  |                                                            |                                                                              |
| juillet 1817      | 22 mai 1833                        | Paul Émeric Cellérier                                   |                                                            | Reste en poste jusqu'au 21 juin 1833 Nommé sous-préfet de Murat              |
| 22 mai 1833       | 1838 (démission)                   | Bernard Desvignes                                       |                                                            | Installé le 21 juin 1833                                                     |
| 2 novembre 1838   | 1848                               | Pierre Romain Gautier-Laguionie (ou Gaultier-Laguyonie) | Secrétaire général de la préfecture de la Dordogne         | Installé le 2 janvier 1839 Nommé sous-préfet de Nontron                      |
| 1848              | 1848                               | M. Dauriac                                              |                                                            |                                                                              |
| 1848              | juillet 1848                       | Jean Antoine Pasquy-Ducluseau (ou Pasquey-Ducluzeau)    |                                                            |                                                                              |
| juillet 1848      | juillet 1849                       | M. Rigault                                              |                                                            |                                                                              |
| juillet 1849      | décembre 1856 (mise en inactivité) | Louis Robert                                            | Sous-préfet de Carpentras                                  |                                                                              |
| décembre 1856     | avril 1858                         | Louis Charles Eugène Fabvier                            |                                                            | Nommé sous-préfet de Tonnerre                                                |
| avril 1858        | mai 1861                           | A. Droz-Desvoyer                                        | Sous-préfet de Castelsarrasin                              |                                                                              |
| mai 1861          | septembre 1870                     | Ernest Raphaël Lizier de Castéras, dit Castéras-Seignan | Conseiller de préfecture à Marseille                       |                                                                              |
| 17 septembre 1870 | 1871                               | Albert Emmanuel Theulier                                |                                                            |                                                                              |
| 15 mai 1871       | février 1873                       | Marie Charles Bachelard                                 |                                                            |                                                                              |
| 15 février 1873   | 1877                               | Édouard Casanave                                        | Conseiller de préfecture de l'Isère                        | Installé le 1er mars                                                         |
| 24 mai 1877       | 11 juillet 1877                    | Henri Domenget de Malauges                              |                                                            |                                                                              |
| 13 juillet 1877   | 30 décembre 1877                   | Paul Le Deschault                                       |                                                            |                                                                              |
| 30 décembre 1877  | 26 mars 1880                       | Marie Alexandre Drouin                                  | Avocat à Châteauroux                                       | Nommé secrétaire général de la préfecture de la Dordogne                     |
| 26 mars 1880      | 30 mars 1881                       | Jean Raymond Flamens                                    | Conseiller de préfecture du Cher                           | Nommé conseiller de préfecture de la Charente-Inférieure                     |
| 30 mars 1881      | 21 février 1885                    | Henri Pierre Charles Chastenet                          | Conseiller de préfecture d'Indre-et-Loire                  | Nommé sous-préfet de Gourdon                                                 |
| 21 février 1885   | 31 mars 1893                       | Théodore Marie Victor Étienne Brelet                    | Conseiller de préfecture du Doubs                          | Nommé secrétaire général de la préfecture du Pas-de-Calais                   |
| 31 mars 1893      | 5 août 1896                        | Albert Samson Hendlé                                    | Chef de cabinet de son père, préfet de la Seine-Inférieure | Devient rédacteur principal au ministère de l'Intérieur                      |
| 5 août 1896       | 19 juillet 1898                    | Louis Ferdinand Fontanès                                | Chef de cabinet du préfet du Tarn                          | Nommé sous-préfet de Doullens                                                |
| 19 juillet 1898   | 7 avril 1901                       | Victor Jules Meignan                                    | Sous-préfet de Baume-les-Dames                             | Nommé sous-préfet de Redon                                                   |
| 7 avril 1901      | 15 décembre 1905                   | Ernest Bonnafous                                        | Conseiller de préfecture de la Côte-d'Or                   | Nommé secrétaire général de la préfecture de la Dordogne                     |
| 15 décembre 1905  | 7 novembre 1908                    | Michel Louis Marius Virenque                            | Sous-préfet de Murat                                       | Nommé secrétaire général de la préfecture du Loiret                          |
| 7 novembre 1908   | 3 octobre 1910                     | Auguste Louis Marie Bertin                              | Sous-préfet de Sisteron                                    | Nommé sous-préfet de Prades                                                  |
| 3 octobre 1910    | 5 novembre 1912                    | Jean Ernest Alexandre Baradat                           | Chef de cabinet du préfet de la Dordogne                   | Mort en fonctions                                                            |
| 5 novembre 1912   | 2 août 1914                        | Jacques Charles Adrien Chevreux                         | Sous-chef de cabinet du ministre du travail                | Mobilisé pour la guerre, puis nommé sous-préfet d'Avranches en 1919          |
| 14 octobre 1914   | 19 juin 1918                       | Paul Adolphe Robert Séguy                               | Chef de cabinet du préfet de Saône-et-Loire                | Nommé sous-préfet de Bagnères-de-Bigorre                                     |
|                   |                                    |                                                         |                                                            |                                                                              |
| 9 mars 1919       | 16 juillet 1921                    | André Jean Eugène Baradat                               | Mobilisé                                                   | Installé en avril Nommé conseiller de préfecture des Alpes-Maritimes         |
| 16 juillet 1921   | 8 septembre 1924                   | Jean Mariel                                             | Conseiller de préfecture de la Dordogne                    | Nommé conseiller de préfecture de la Vienne                                  |
| 10 septembre 1924 | 22 septembre 1926                  | Pierre Ernest Fouineau                                  | Chef de cabinet du préfet de la Haute-Vienne               | Rattaché à la préfecture de la Dordogne à la fermeture de la sous-préfecture |